# Mokri Potok
Mokri Potok je naselje v Občini Kočevje brez stalnih prebivalcev in istoimenska ponikalnica (z akumulacijskim jezerom) pri Kočevski Reki.